# C. A. Letourneur

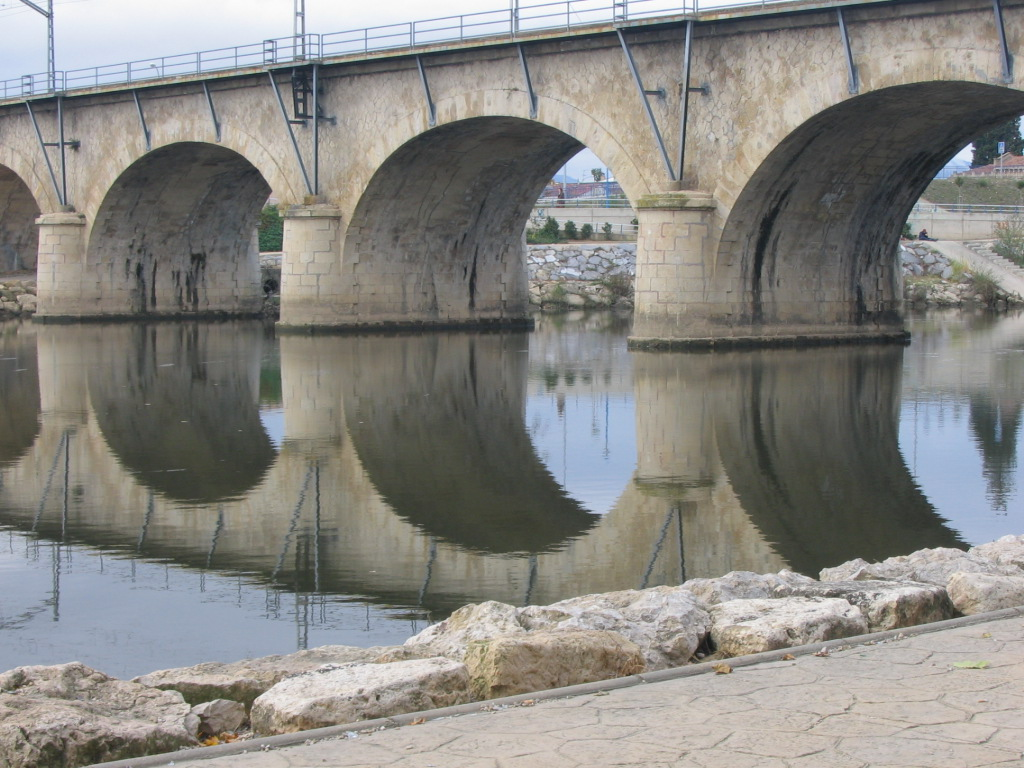
Puente del francés en Miranda de Ebro (1860)

C. A. Letourneur fue un ingeniero ferroviario francés del siglo XIX. 

## Obras

### España
Entre sus obras en España destacan: 
- Línea ferroviaria entre Madrid e Irún.
- Estación del Norte de San Sebastián.
- Antigua estación de Vitoria.
- Puente del Francés en Miranda de Ebro.

- Datos: Q5578232